# Squalodon

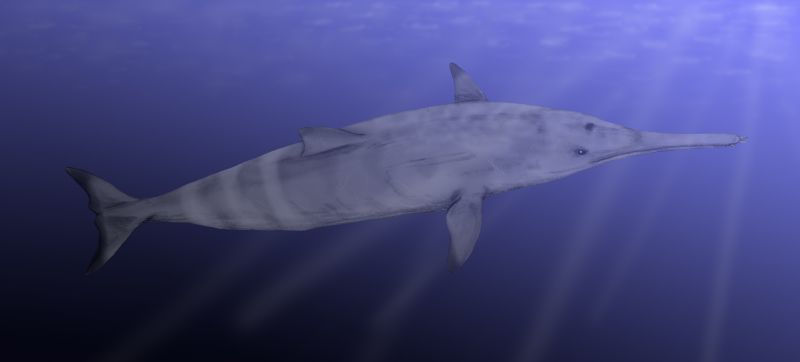
Reconstituição de um Squalodon

Squalodon é um gênero extinto de baleias das épocas Oligoceno e Mioceno, pertencente à família Squalodontidae. Nomeado por Jean-Pierre Sylvestre de Grateloup em 1840, originalmente se acreditava ser um dinossauro iguanodontídeo, mas desde então foi reclassificado. O nome Squalodon vem de Squalus, um gênero de tubarão. Como resultado, seu nome significa "dente de tubarão". Seu parente moderno mais próximo é o golfinho do rio do sul da Ásia.